# Keiji (manga)
Pour les articles homonymes, voir Keiji.
Keiji (花の慶次 -雲のかなたに-, Hana no Keiji -Kumo no Kanata ni-, litt. La floraison de Keiji : De l’autre côté des nuages) est un manga de jidaimono écrit par Tetsuo Hara, adaptant le roman Ichi-Mu-An Fūryūki (一夢庵風流記) de Ryu Keiichiro sur la vie de Keiji Maeda. Il est publié dans l'hebdomadaire Weekly Shōnen Jump de 1990 à 1993 puis compilé en dix-huit tomes par Shūeisha. La version française est publiée en intégralité par Casterman, avant d'être reprise par Mangetsu qui sort les deux premiers tomes le 18 août 2021.
À partir de 2008, Tetsuo Hara commence une série dérivée intitulée Intrépide - Confidences à la Lune (義風堂々 直江兼続 -前田慶次月語り, Gifū Dōdō Naoe Kanetsugu), composée de plusieurs séries différentes,. La version française est publiée depuis mars 2024 par Clair de lune. Une adaptation en anime est diffusée en 2013.

## Synopsis
Keiji Maeda est un kabuki-mono, c'est-à-dire un homme extraverti, mais c'est également un excellent combattant, descendant d’une prestigieuse lignée de samouraïs. L’histoire se déroule en 1582, an 10 de l’Ère Tensho, année du décès de Nobunaga Oda. Keiji est un homme craint de tous mais qui ne manquera pas  de se faire beaucoup d’ennemis comme Shichirôbé Furuya, du clan Hôjô, ou Shumé Yotsui, le chef des ninjas du territoire de Kaga. Malgré ces nombreux adversaires, Keiji est décidé à venir en aide au château de Suemori attaqué par Narisama Sassa.

## Contexte historique
Keiji immerge le lecteur dans une période sombre de l'histoire du Japon où les chefs militaires font la loi, destituant par la même occasion  le shôgun de son autorité. La force du manga réside dans la réalité de certains faits bien que très romancés. Par exemple les daimyo. Toshiie Maeda est un seigneur qui a vécu de 1538 à 1599. Il entre au service de Nobunaga Oda et obtiendra le domaine de  Noto, qui fait de lui un daimyo. Bien plus tard, sa fidélité à Hideyoshi Toyotomi lui vaut de devenir maître des terres de Kaga. Narisama Sassa est un des personnages qui a participé à la lutte de succession à la suite de la mort de Nobunaga Oda en 1582. Il se ralliera à Ieyasu Tokugawa. Sassa désirant contrer les ambitions de Hideyoshi Toyotomi. La bataille des clans se jouera donc pour la succession de Nobunaga Oda.

## Personnages
Maeda Keiji (前田慶次)
Matsukaze (松風)
Sutemaru (捨丸)
Ganbei (岩兵衛)
Maeda Matsu (まつ)
Ofū (おふう)
Risa (利沙)
Hotaru (蛍)

## Manga

### Keiji
Keiji est édité initialement en 1989 comme one shot dans le numéro 50 de Weekly Shōnen Jump. La version adaptée en série est publiée du numéro 13 en 1990 au numéro 33 en 1993. L'édition de 18 tankōbon est éditée par Shūeisha. La série est republiée dans une édition bunkoban de 10 volumes par Shūeisha et une édition kanzenban de 15 volumes par Tokuma Shoten de 2004 à 2005. La version française est publiée par Casterman à partir du 9 mars 2007. Elle est reprise en 2021 par la maison d'édition Mangetsu, avec plusieurs autres titres de Tetsuo Hara.

#### Liste des volumes

##### Volumes 1 à 10
| no | Japonais        | Japonais      | Français                                                 | Français          |
| no | Date de sortie  | ISBN          | Date de sortie                                           | ISBN              |
| --- | --------------- | ------------- | -------------------------------------------------------- | ----------------- |
| 1 | 4 juillet 1990  | 4-08-871421-0 | 9 mars 2007 (Casterman) 18 août 2021 (Mangetsu)          | 978-2-20-300457-3 |
| Liste des chapitres : - Chapitre 1 : Le plus grand des kabuki-mono - Chapitre 2 : La lame d'une bête rugissante - Chapitre 3 : Le symbole de la loyauté - Chapitre 4 : L'homme au sang bouillonnant - Chapitre 5 : Floraison tardive - Chapitre 6 : La complainte du valeureux général |                 |               |                                                          |                   |
| 2 | 4 novembre 1990 | 4-08-871422-9 | 4 mai 2007 (Casterman) 18 août 2021 (Mangetsu)           | 978-2-20-300661-4 |
| Liste des chapitres : - Chapitre 7 : Le serment du chrysanthème sauvage - Chapitre 8 : Mourir et laisser vivre - Chapitre 9 : Le grand combattant - Chapitre 10 : La promesse d'un guerrier - Chapitre 11 : Des larmes à ta santé - Chapitre 12 : Du grabuge à Suemori - Chapitre 13 : Hotaru l'arrache-dard - Chapitre 14 : L'emblème tragique - Chapitre 15 : Une kunoichi sans merci |                 |               |                                                          |                   |
| 3 | 4 janvier 1991  | 4-08-871423-7 | 2 juillet 2007 (Casterman) 6 octobre 2021 (Mangetsu)     | 978-2-20-300666-9 |
| Liste des chapitres : - Chapitre 16 : La coupe des adieux - Chapitre 17 : La rage aux ventre - Chapitre 18 : La protégée au cœur pur - Chapitre 19 : La chauve-souris retrouve la luciole - Chapitre 20 : Des larmes au clair de lune - Chapitre 21 : Laissons nos poings s'exprimer - Chapitre 22 : La danse du pétale hivernale - Chapitre 23 : Gratitude - Chapitre 24 : Sutemaru |                 |               |                                                          |                   |
| 4 | 4 mars 1991     | 4-08-871424-5 | 10 septembre 2007 (Casterman) 5 janvier 2022 (Mangetsu)  | 978-2-20-300810-6 |
| Liste des chapitres : - Chapitre 25 : Sen no Dôan - Chapitre 26 : Arrivée en grande pompe - Chapitre 27 : Sen no Rikyû, maître de thé - Chapitre 28 : Cérémonie du thé dans les bois - Chapitre 29 : Une missive mortelle - Chapitre 30 : La rive assiégée - Chapitre 31 : Sourire d'enfants - Chapitre 32 : L'arrivée de Marici - Chapitre 33 : Péché et pardons - Chapitre 34 : Un contre mille |                 |               |                                                          |                   |
| 5 | 4 juin 1991     | 4-08-871425-3 | 9 novembre 2007 (Casterman) 6 avril 2022 (Mangetsu)      | 978-2-20-301084-0 |
| Liste des chapitres : - Chapitre 35 : Lances meurtrières - Chapitre 36 : La rivière de camélias - Chapitre 37 : Visite impériale - Chapitre 38 : L'ultimatum de Hideyoshi - Chapitre 39 : Le linceul flamboyant - Chapitre 40 : Une silhouette enfantine - Chapitre 41 : La résolution d'un guerrier - Chapitre 42 : Mourir avec dignité - Chapitre 43 : Le kabuki-mono entre en scène |                 |               |                                                          |                   |
| 6 | 4 août 1991     | 4-08-871426-1 | 4 janvier 2008 (Casterman) 4 mai 2022 (Mangetsu)         | 978-2-20-301299-8 |
| Liste des chapitres : - Chapitre 44 : La danse mortelle du singe - Chapitre 45 : Un sourire éclatant - Chapitre 46 : La reconnaissance ultime - Chapitre 47 : Promesse à une vieille branche - Chapitre 48 : Affrontement inévitable - Chapitre 49 : Un été fatidique - Chapitre 50 : Un charisme serein - Chapitre 51 : Haro de fureur - Chapitre 52 : La justice des guerriers |                 |               |                                                          |                   |
| 7 | 4 octobre 1991  | 4-08-871427-X | 7 mars 2008 (Casterman) 6 juillet 2022 (Mangetsu)        | 978-2-20-301308-7 |
| Liste des chapitres : - Chapitre 53 : Les rejetons du démon - Chapitre 54 : Le diable souriant - Chapitre 55 : La princesse au destin funeste - Chapitre 56 : Un cœur pur comme le ciel - Chapitre 57 : Terreur sur Nagiri - Chapitre 58 : Le piège doré - Chapitre 59 : Un rictus maléfique - Chapitre 60 : Fûsai et Gessai - Chapitre 61 : L'ombre qui ronge Ofû |                 |               |                                                          |                   |
| 8 | 4 décembre 1991 | 4-08-871428-8 | 5 mai 2008 (Casterman) 7 septembre 2022 (Mangetsu)       | 978-2-20-301521-0 |
| Liste des chapitres : - Chapitre 62 : Mitsunari outré - Chapitre 63 : Un duel silencieux - Chapitre 64 : Le roi des enfers entre en scène - Chapitre 65 : Tous les coups sont permis ! - Chapitre 66 : La nature d'un kabuki-mono - Chapitre 67 : Le fleuron des ninjas - Chapitre 68 : Le héron blanc, augure funeste - Chapitre 69 : La fleur noire de l'époque Sengoku - Chapitre 70 : Fantasmagorie mortelle                                                                                           |                 |               |                                                          |                   |
| 9 | 4 février 1992  | 4-08-871429-6 | 4 juillet 2008 (Casterman) 2 novembre 2022 (Mangetsu)    | 978-2-20-301522-7 |
| Liste des chapitres : - Chapitre 71 : La coupe des adieux - Chapitre 72 : Un regard de braise - Chapitre 73 : Les rouages de l'amour - Chapitre 74 : Une amitié mise à rude épreuve La conquête de Sado - Chapitre 75 : Épisode 1 - La mort dans un écrin de métal - Chapitre 76 : Épisode 2 - Le piège de Samanosuke - Chapitre 77 : Épisode 3 - Les retrouvailles - Chapitre 78 : Épisode 4 - Chasse aux égarés - Chapitre 79 : Épisode 5 - Des renforts surprenants                                     |                 |               |                                                          |                   |
| 10 | 4 avril 1992    | 4-08-871430-X | 18 septembre 2008 (Casterman) 18 janvier 2023 (Mangetsu) | 978-2-20-301523-4 |
| Liste des chapitres : - Chapitre 80 : Épisode 6 - Telle des fleurs de lotus - Chapitre 81 : Épisode 7 - L'assaut de l'aurore - Chapitre 82 : Épisode 8 - Charge solitaire - Chapitre 83 : Épisode 9 - Les larmes d'Ôtora - Chapitre 84 : Épisode 10 - Le colosse inébranlable - Chapitre 85 : Épisode 11 - L'ultime guerrier - Chapitre 86 : Épisode 12 - Une élégie silencieuse - Chapitre 87 : Épisode 13 - Un matin de fer dans un gant de velours - Chapitre 88 : Épisode 14 - Les berges de l'au-delà |                 |               |                                                          |                   |

##### Volumes 11 à 18
| no | Japonais         | Japonais      | Français                                                | Français          |
| no | Date de sortie   | ISBN          | Date de sortie                                          | ISBN              |
| --- | ---------------- | ------------- | ------------------------------------------------------- | ----------------- |
| 11 | 4 juin 1992      | 4-08-871721-X | 12 novembre 2008 (Casterman) 19 avril 2023 (Mangetsu)   | 978-2-20-301524-1 |
| Liste des chapitres : Tempête sur Odawara - Chapitre 89 : Épisode 1 - La première bataille du jeune lion - Chapitre 90 : Épisode 2 - Une ancienne douleur - Chapitre 91 : Épisode 3 - Un guerrier droit comme un piquet - Chapitre 92 : Épisode 4 - Un cadeau d'adieu - Chapitre 93 : Épisode 5 - Le vent de l'âme - Chapitre 94 : Épisode 6 - Un rêve inoubliable - Chapitre 95 : Épisode 7 - Une femme en temps de guerre - Chapitre 96 : Épisode 8 - Seikai Miyoshi, le colosse dégarni - Chapitre 97 : Épisode 9 - La cible à abattre                                                   |                  |               |                                                         |                   |
| 12 | 4 septembre 1992 | 4-08-871722-8 | 21 janvier 2009 (Casterman) 12 juillet 2023 (Mangetsu)  | 978-2-20-301686-6 |
| Liste des chapitres : - Chapitre 98 : Épisode 10 - Gueule de gogues - Chapitre 99 : Épisode 11 - Le retour du démon - Chapitre 100 : Épisode 12 - Un allié inattendu - Chapitre 101 : Épisode 13 - Les règles de la victoire - Chapitre 102 : Épisode 14 - Un ballet mortel - Chapitre 103 : Épisode 15 - Une âme lavée de ses doutes - Chapitre 104 : Épisode 16 - La coupe empoisonnée - Chapitre 105 : Épisode 17 - Entrevue en costume funéraire - Chapitre 106 : Épisode 18 - Le fracas des poings                                                                                     |                  |               |                                                         |                   |
| 13 | 4 décembre 1992  | 4-08-871723-6 | 20 mai 2009 (Casterman) 25 octobre 2023 (Mangetsu)      | 978-2-20-301992-8 |
| Liste des chapitres : - Chapitre 107 : Épisode 19 - Sa majesté l'ogresse s'en mêle - Chapitre 108 : Épisode 20 - Entre frères - Chapitre 109 : Épisode 21 - À moi l'océan - Chapitre 110 : Épisode 22 - Des larmes violacées - Chapitre 111 : Épisode 23 - Un nectar unique Arc-en-ciel sur les mers du Sud - Chapitre 112 : Épisode 1 - "La main", nouvelle technique mortelle - Chapitre 113 : Épisode 2 - À travers le cœur d'une mère - Chapitre 114 : Épisode 3 - Carlos - Chapitre 115 : Épisode 4 - Peine capitale                                                                   |                  |               |                                                         |                   |
| 14 | 4 mars 1993      | 4-08-871724-4 | 1er juillet 2009 (Casterman) 17 janvier 2024 (Mangetsu) | 978-2-20-301993-5 |
| Liste des chapitres : - Chapitre 116 : Épisode 5 - Un homme libre - Chapitre 117 : Épisode 6 - À la recherche de "guerriers" - Chapitre 118 : Épisode 7 - Sur la mer de la liberté - Chapitre 119 : Épisode 8 - La ville endormie - Chapitre 120 : Épisode 9 - Une technique à faire frissonner - Chapitre 121 : Épisode 10 - Une mélodie poignante - Chapitre 122 : Épisode 11 - La naissance d'un nouveau capitaine - Chapitre 123 : Épisode 12 - L'objectif de Carlos - Chapitre 124 : Épisode 13 - Le trésor caché de l'Orient - Chapitre 125 : Épisode 14 - Les jarres de Luçon        |                  |               |                                                         |                   |
| 15 | 4 mai 1993       | 4-08-871725-2 | 6 janvier 2010 (Casterman) 17 avril 2024 (Mangetsu)     | 978-2-20-301994-2 |
| Liste des chapitres : - Chapitre 126 : Épisode 15 - À la recherche de son océan - Chapitre 127 : Épisode 16 - Une rencontre prédestinée - Chapitre 128 : Épisode 17 - La sarabande des défunts - Chapitre 129 : Épisode 18 - Un cœur fébrile - Chapitre 130 : Épisode 19 - La prière de l'ancien - Chapitre 131 : Épisode 20 - L'arc en fonte - Chapitre 132 : Épisode 21 - Un trait de colère - Chapitre 133 : Épisode 22 - La prise de conscience du peuple de la mer Le pays de lumière - Chapitre 134 : Épisode 1 - Une coupe de larmes - Chapitre 135 : Épisode 2 - Les envoyés du roi |                  |               |                                                         |                   |
| 16 | 4 juillet 1993   | 4-08-871726-0 | 26 mai 2010 (Casterman) 3 juillet 2024 (Mangetsu)       | 978-2-20-301995-9 |
| Liste des chapitres : - Chapitre 136 : Épisode 3 - L'homme invisible - Chapitre 137 : Épisode 4 - Le cri du cœur - Chapitre 138 : Épisode 5 - Sutemaru sous le choc - Chapitre 139 : Épisode 6 - Des retrouvailles larmoyantes - Chapitre 140 : Épisode 7 - Incursion à Naha - Chapitre 141 : Épisode 8 - Première extravagance à Naha - Chapitre 142 : Épisode 9 - Un moment à partager - Chapitre 143 : Épisode 10 - Le cœur a ses raisons - Chapitre 144 : Épisode 11 - Un amour indéféctible - Chapitre 145 : Épisode 12 - Arrivée à Shuri                                              |                  |               |                                                         |                   |
| 17 | 4 septembre 1993 | 4-08-871727-9 | 8 septembre 2010 (Casterman) 9 octobre 2024 (Mangetsu)  | 978-2-20-301996-6 |
| Liste des chapitres : - Chapitre 146 : Épisode 13 - Un duel de tigres - Chapitre 147 : Épisode 14 - Premier arrivé - Chapitre 148 : Épisode 15 - Carlos exorcisé - Chapitre 149 : Épisode 16 - Foncer dans le tas - Chapitre 150 : Épisode 17 - Résignation - Chapitre 151 : Épisode 18 - Conspirations - Chapitre 152 : Épisode 19 - Retrouvailles à la cour - Chapitre 153 : Épisode 20 - Entre amour et passion - Chapitre 154 : Épisode 21 - L'assassin - Chapitre 155 : Épisode 22 - Une lueur perçant l'obscurité - Chapitre 156 : Épisode 23 - Par amour…                            |                  |               |                                                         |                   |
| 18 | 4 novembre 1993  | 4-08-871728-7 | 13 octobre 2010 (Casterman) 4 décembre 2024 (Mangetsu)  | 978-2-20-301997-3 |
| Liste des chapitres : - Chapitre 157 : Une mélodie qui vaut de l'or - Chapitre 158 : Un ami pour la vie - Chapitre 159 : L'expression du guerrier - Chapitre 160 : Mettre sa vie en jeu - Chapitre 161 : Départ pour le front ! - Chapitre 162 : La lance laquée de rouge - Chapitre 163 : La volonté de fer des guerriers - Chapitre 164 : Battre en retraite ! - Chapitre 165 : La vague meurtrière - Chapitre 166 : Au service de la paix - Chapitre Final : Avec panache ! |                  |               |                                                         |                   |

## Produits dérivés
Shueisha a sorti une version audio book de Hana no Keiji en décembre 1993. C'est Akio Ōtsuka qui a prêté sa voix pour conter l'histoire de Keiji. 
Un jeu vidéo, Hana no Keiji: Kumo no Kanata ni (花の慶次 -雲のかなたに-), est sorti sur Super Nintendo le 18 novembre 1994. C'est un jeu de combat qui reprend l'histoire du manga.